# Куц, Фёдор Макарович
Фёдор Макарович Куц (15 января 1923, Шубы, Харьковская губерния — 21 августа 1999, Харьков) — слесарь Харьковского моторостроительного завода «Серп и молот» Министерства тракторного и сельскохозяйственного машиностроения СССР. Герой Социалистического Труда (1971).

## Биография
Родился 15 января 1923 года в селе Шубы Богодуховского уезда в крестьянской семье.
Окончив школу фабрично-заводского обучения при колхозе «Заря новой жизни», трудился в этом же колхозе. С января 1942 года участвовал в Великой Отечественной войне. Воевал командиром миномётного взвода 883-го стрелкового полка 193-й стрелковой дивизии Центрального, Белорусского, 1-го и 2-го Белорусских фронтов. Участвовал в Сталинградской битве. В боях получил два ранения. В 1944 году вступил в ВКП(б).
После демобилизации некоторое время трудился в колхозе, потом переехал в Харьков, где с 1951 года работал слесарем на Харьковском моторостроительном заводе «Серп и Молот». Позднее был назначен бригадиром слесарей-ремонтников в цехе МХ-2.
Был наставником молодёжи, воспитав около тридцати молодых слесарей. Внёс несколько десятков рационализаторских предложений, в результате чего в его бригаде значительно увеличилась производительность труда. За выдающиеся трудовые показатели в годы Семилетки (1959—1965) был награждён орденом Трудового Красного Знамени.
При его участии на заводе было запущено 8 новых автоматических линий и 12 агрегатных станков. Досрочно выполнил личные социалистические обязательства и плановые производственные задания Восьмой пятилетки (1965—1970). Указом Президиума Верховного Совета СССР (неопубликованным) от 5 апреля 1971 года «за особые заслуги в выполнении заданий пятилетнего плана по развитию тракторного и сельскохозяйственного машиностроения и достижение высоких производственных показателей» удостоен звания Героя Социалистического Труда с вручением ордена Ленина и золотой медали «Серп и Молот».
Проработал на заводе до выхода на пенсию.
Проживал в Харькове, где скончался в августе 1999 года.

## Награды
- Герой Социалистического Труда
- Орден Ленина
- Орден Красной Звезды (20.07.1944)
- Орден «Знак Почёта» (16.03.1976)
- Орден Отечественной войны 1 степени (11.03.1985)
- Орден Трудового Красного Знамени (05.08.1966)
- Медаль «За отвагу» (28.10.1943)
- Медаль «За оборону Сталинграда»
- Заслуженный машиностроитель Украинской ССР.